# Кшева (Свентокшиське воєводство)
Кшева (пол. Krzewa) — село в Польщі, у гміні Міжець Стараховицького повіту Свентокшиського воєводства.
Населення — 67 осіб (2011).
У 1975-1998 роках село належало до Келецького воєводства.

## Демографія
Демографічна структура на день 31 березня 2011 року:
|          | Загалом | Допрацездатний вік | Працездатний вік | Постпрацездатний вік |
| -------- | ------- | ------------------ | ---------------- | -------------------- |
| Чоловіки | 31      | 3                  | 21               | 7                    |
| Жінки    | 36      | 5                  | 17               | 14                   |
| Разом    | 67      | 8                  | 38               | 21                   |